# Epumalanga
Epumalanga, appelée aussi Mpumalanga, est un township, située près de Durban dans la province de KwaZulu-Natal en Afrique du Sud.

## Étymologie
Le nom signifie le lever du soleil en zoulou (littéralement le soleil sort). C'est également le nom qu'a pris la province du Transvaal oriental en 1995.

## Géographie
Mpumalanga se trouve à environ 37 kilomètres à l'ouest de Durban, à environ 31 kilomètres à l'est de Richmond, et à 32 km au sud-est de Pietermaritzburg. Elle est à une altitude de 493 mètres.
Epumalanga comprend 12 secteurs dont celui d'Elangeni regroupant lui-même les localités peu peuplées (769 habitants en 2011) de Hammersdale, Sterkspruit et Elangeni.

## Démographie
Selon le recensement de 2011, Mpumalanga compte 62 406 habitants, essentiellement de langue maternelle isizulu (92,51%).

## Histoire
À l'origine, Mpumalanga est un township d'Hammarsdale, un centre industriel et textile en banlieue de Durban fondé dans les années 50 et qui connut son apogée durant les années 70 et 80. Mpumalanga fut créé par le gouvernement d'apartheid pour y loger les employés et ouvriers noirs. Entourée de terres agricoles, Hammarsdale devint également un centre de production laitier et de poulets.
Dans les années 80, l'afflux de textiles bon marché en provenance de pays comme la Chine, les coûts de main-d'œuvre et des mouvements sociaux entraînent la fermeture de nombreuses usines et précipitent la chute de l'économie locale. Des affrontements éclatent également entre la police et les mouvements anti-apartheid, l'ANC et ses alliés, ou encore entre ceux-ci et les membres du parti Inkatha.

## Activités et industries
La majorité des habitants des six quartiers de Hammarsdale - un industriel, un rural et quatre urbains - sont pauvres et gagnent en moyenne moins de 400 rands par mois.
Le principal employeur local est une usine de traitement de poulets. L'autre employeur est le centre commercial, Hammarsdale Junction, situé dans le nouveau centre-ville de Mpumalanga.

## Climat
La pluviométrie moyenne annuelle de Mpumalanga est de 610 millimètres. La plupart des précipitations tombe en été (c'est-à-dire dans l'hémisphère sud, d'octobre en mars). La plus faible quantité de précipitations est en juin avec une moyenne de 8 millimètres. Les plus fortes précipitations sont en janvier (89 millimètres en moyenne sur le mois). La température maximale moyenne varie de 20,6 °C en juin à 26,5 °C en février. Le mois le plus froid est juillet. Les températures minimales moyennes sont la nuit à 7,1 °C.

## Personnalités
- Gcina Mhlope, née en 1958, conteuse, poète et dramaturge sud-africaine ;
- Nomcebo Zikode, née en 1984, auteur-compositeur-interprète.